# Solveig Hoogesteijn
Solveig Hoogesteijn (sinh 3 tháng 8 năm 1946 tại Thụy Điển) là một nhà văn, nhà sản xuất và đạo diễn hình ảnh nổi tiếng người Venezuela.

## Sáng tạo phim
Cô đã viết, sản xuất và đạo diễn El Mar del tiempo perdido (Biển thời gian đã mất, 1981) Manoa Manoa - Flucht aus der Zeit. Bộ phim thứ hai là một thích ứng cho bộ phim truyền hình Đức | làm cho truyền hình phim]])'[[Alemania puede ser muy bella, a veces (1982) (Đức có thể rất đẹp, đôi khi).' Macu, la Mujer del Policía (Macu, Người phụ nữ của Cảnh sát viên); Santera;
Hooesteijn đồng sáng tác và từng là nhà sản xuất điều hành cho bộ phim Maroa, là lựa chọn chính thức của Venezuela cho Giải thưởng Hàn lâm lần thứ 79 cho Phim nói tiếng nước ngoài hay nhất năm 2007. Phim của cô đã giành được 14 giải thưởng quốc tế và 20 giải thưởng quốc gia. Bộ phim thứ hai MAROA của cô tham gia tại Quinzaine des Realisateurs tại Liên hoan phim Cannes năm 1981.

## Cuộc sống cá nhân
Hooesteijn là con gái thứ hai của một người cha Hà Lan và một người mẹ Đức di cư đến Venezuela vào năm 1947. Trong hơn 30 năm, cha cô đã chỉ đạo một chương trình phát thanh tiếng Đức ở Caracas có tên La Hora Alemana (Giờ Đức) khán giả: Đức, Áo, Thụy Sĩ, tschecks, v.v.
Cô học trường trung học tại trường tiếng Đức Humboldt ở Caracas. Cô theo đuổi các nghiên cứu về Nghệ thuật và Văn học tại Đại học Trung tâm Venezuela ở Venezuela. Sau đó, cô ra nước ngoài để học làm phim từ năm 1971 đến 1976 tại Đại học Truyền hình và Điện ảnh Munich (Hochschule für Fernsehen und Film, München). Hooesteijn đã kết hôn với nghệ sĩ saxophone jazz người Venezuela, nhà soạn nhạc và diễn viên Victor Cuica, người đã chia sẻ các khoản tín dụng trong một số bộ phim của mình, phụ trách các bản nhạc và trong một số trường hợp, đóng vai trò chính. Họ có một con trai.
Kiến thức của cô về văn hóa châu Âu và xã hội Mỹ Latinh, đã xác định nhiệm vụ của cô là xây dựng cầu nối giữa hai lục địa thông qua văn hóa. Từ năm 2001, cô chỉ đạo một trung tâm văn hóa ở Caracas, TRASNOCHO CULTURAL, một tổ chức tư nhân khuếch tán văn hóa trong tất cả các biểu hiện: phim, sân khấu, nghệ thuật thị giác, văn học, âm nhạc, ẩm thực, lịch sử và truyền thông tiên phong, trở thành trung tâm văn hóa quan trọng nhất trong Venezuela. Mô hình quản lý của nó, phụ thuộc hoàn toàn vào thu nhập của khán giả, đã đánh dấu một mô hình mới trong quản lý văn hóa ở nước cô, cung cấp sự tự do lập trình đầy đủ trong lập trình trong 18 năm.

## Đóng phim
- 1975: Puerto Colombia
- 1977: El Mar Del Tiempo Perdido (Biển thời gian đã mất)
- 1980: Manoa
- 1980: Manoa - Flucht aus der Zeit (cho TV)
- 1982: Alemania Puede Ser Muy Bella, a Veces (Đức có thể rất đẹp, đôi khi)
- 1987: Macu, La Mujer Del Policía (Macu, Người phụ nữ cảnh sát)
- 1994: Santera
- 1999: Nhật ký Busca de Humboldt, bộ phim tài liệu (Tìm kiếm của Humboldt ")
- 2005: Maroa